# すっからかん
『すっからかん』は、2021年1月1日にA.S.A.Bから発売された、日本のシンガーソングライター瑛人のメジャー1枚目のフルアルバムである。

## 背景
瑛人は、2019年4月にリリースした自主制作の1stシングル「香水」が、TikTokでの歌ってみた動画などの投稿をきっかけに、2020年4月 - 5月にかけて主要音楽チャートに軒並みランクイン。YouTubeとストリーミングでの総再生回数はともに1億回を突破するなどして大ヒットを記録し、瑛人の代表曲となった。
自主制作時代には「香水」以外にも「HIPHOPは歌えない」と「シンガーソングライターの彼女」の2曲を2020年1月にリリースしていた。7月にはテレビ初出演・「香水」初披露を果たし、10月にはエイベックス・エンタテインメントのレコードレーベルA.S.A.Bから新曲「ライナウ」を配信リリース。そして同月29日に、自身初となるアルバム『すっからかん』を、2021年の元日にリリースすることを発表した。さらに翌月にはAIの「ハピネス」のカバーをリリース。11月16日には、第71回NHK紅白歌合戦に白組で初出場することも発表された。11月30日には、収録曲の中から関口シンゴがサウンドプロデュースを務めた「僕はバカ」が、ラジオにてフルサイズで初オンエアされた。

## リリース、プロモーション
アルバムは、2021年1月1日にCD盤、CD＋DVD盤、CD＋Blu-ray盤の3形態で発売された。瑛人初のアルバム作品で、また全国流通作品でのCDリリースでもこれが初めてとなる。DVD盤Blu-ray盤には、撮り下ろしのスタジオライブ映像や「香水」「ライナウ」のミュージックビデオなどを収録されるほか、先着特典として「あの香水」と称したドルチェ&ガッバーナの香水ミニボトルが付属する。さらに、CD＋DVD盤、CD＋Blu-ray盤の初回プレス分には購入特典として、2021年1月31日に開催するアルバム発売記念ライブの配信視聴用シリアルコードが封入されている。
2021年1月11日にはα-STATION FM京都で放送される特番「THE NAKAJIMA HIROTO SHOW 802 RADIO MASTERS」に出演。香水」の話題やアルバム『すっからかん』の制作エピソードなどを語る。

## 収録内容
| #         | タイトル                              | 作詞             | 作曲             | 編曲      | 時間  |
| --------- | ------------------------------------- | ---------------- | ---------------- | --------- | ----- |
| 1.        | 「僕はバカ」                          | 8s               | 8s               |           | 4:22  |
| 2.        | 「香水」                              | 8s               | 8s               |           | 4:15  |
| 3.        | 「ハッピーになれよ」                  | 瑛人、RUNG HYANG | 瑛人、RUNG HYANG |           | 3:20  |
| 4.        | 「チェスト」                          | 8s               | 8s               |           | 5:08  |
| 5.        | 「カルマ」                            | 瑛人、RUNG HYANG | 瑛人、RUNG HYANG |           | 3:29  |
| 6.        | 「リットン」                          | 瑛人、RUNG HYANG | 瑛人、RUNG HYANG |           | 4:23  |
| 7.        | 「Don’t be afraid feat.HOTDOGS」      | 瑛人、KAI、MINOR | 瑛人、KAI、MINOR |           | 5:06  |
| 8.        | 「HIPHOPは歌えない（韻シストver.）」  | 8s               | 8s               |           | 4:20  |
| 9.        | 「ライナウ」                          | 瑛人、RUNG HYANG | 瑛人、RUNG HYANG |           | 3:38  |
| 10.       | 「好きにすればいいさ」                | 瑛人             | 瑛人             |           | 4:00  |
| 11.       | 「またね feat.松本千夏 (Album ver.)」 | えいととちなつ   | えいととちなつ   |           | 4:28  |
| 12.       | 「俺は俺で生きてるよ」                | 8s               | 8s               |           | 4:53  |
| 13.       | 「ハピネス【Bonus Track】」           | AI               | AI、UTA          |           | 4:20  |
| 14.       | 「チェスト (独唱)【Bonus Track】」    | 8s               | 8s               |           | 5:29  |
| 合計時間: | 合計時間:                             | 合計時間:        | 合計時間:        | 合計時間: | 61:11 |

## 演奏
- 関口シンゴ：Guitar, Programming & All Other Instruments (#1.11.13)
- 多田尚人：Bass (#1)
- 御木惇史：Drums (#1)
- 小野寺淳之介
  - Guitar (#2.7.10)
  - Acoustic Guitar & Chorus (#9)
- ルンヒャン
  - All Other Instruments (#3)
  - Piano (#4)
  - Chorus (#5.9)
- Yota Kobayashi：Guitar (#3)
- 小林眞樹：Bass (#3)
- Yamamoto KICKERMAN Hiroshi：Drums (#3)
- やもり：Trumpet (#3)
- 村田泰子：Viola & Strings Arrangement (#4)
- 牛山玲名：1st Violin (#4)
- 大嶋世菜：2nd Violin (#4)
- 渡邊雅弦：Cello (#4)
- Shingo S：All Other Instruments (#5)
- 石成正人：Guitar (#5)
- オオニシユウスケ
  - Guitar (#6.12)
  - Electric Guitar (#9)
- mabanua：Programming & All Other Instruments (#7)
- TAKU：Guitar (#8)
- Shyoudog：Bass & Chorus (#8)
- TAROW-ONE：Drums (#8)
- Koichi (MIZUKAMI)：Piano (#8)
- 大樋祐大 from SANABAGUN.
  - Piano (#9.12.14)
  - Organ (#12)
- 鈴木渉：Bass (#9.12)
- Soy：Drums (#9.12)
- 高橋結子：Percussion (#9)
- Michael Kaneko：Guitar, Chorus, Programming & All Other Instruments (#10)
- 神谷洵平：Drums (#11)
- 須長和広：Bass (#11)
- ヤマザキタケル：Keyboards (#11)
- 新井恵、石井夕紀、中村紀代子、下山田珠実：Strings (#13)

## タイアップ
僕はバカ
テレビドラマ『ひねくれ女のボッチ飯』エンディングテーマ
ライナウ
明治エッセルスーパーカップ #歌詞ドリ キャンペーンソング
ハピネス
コカ・コーラ2020ウィンターキャンペーンCMソング